# Château du Bas-Bouteix

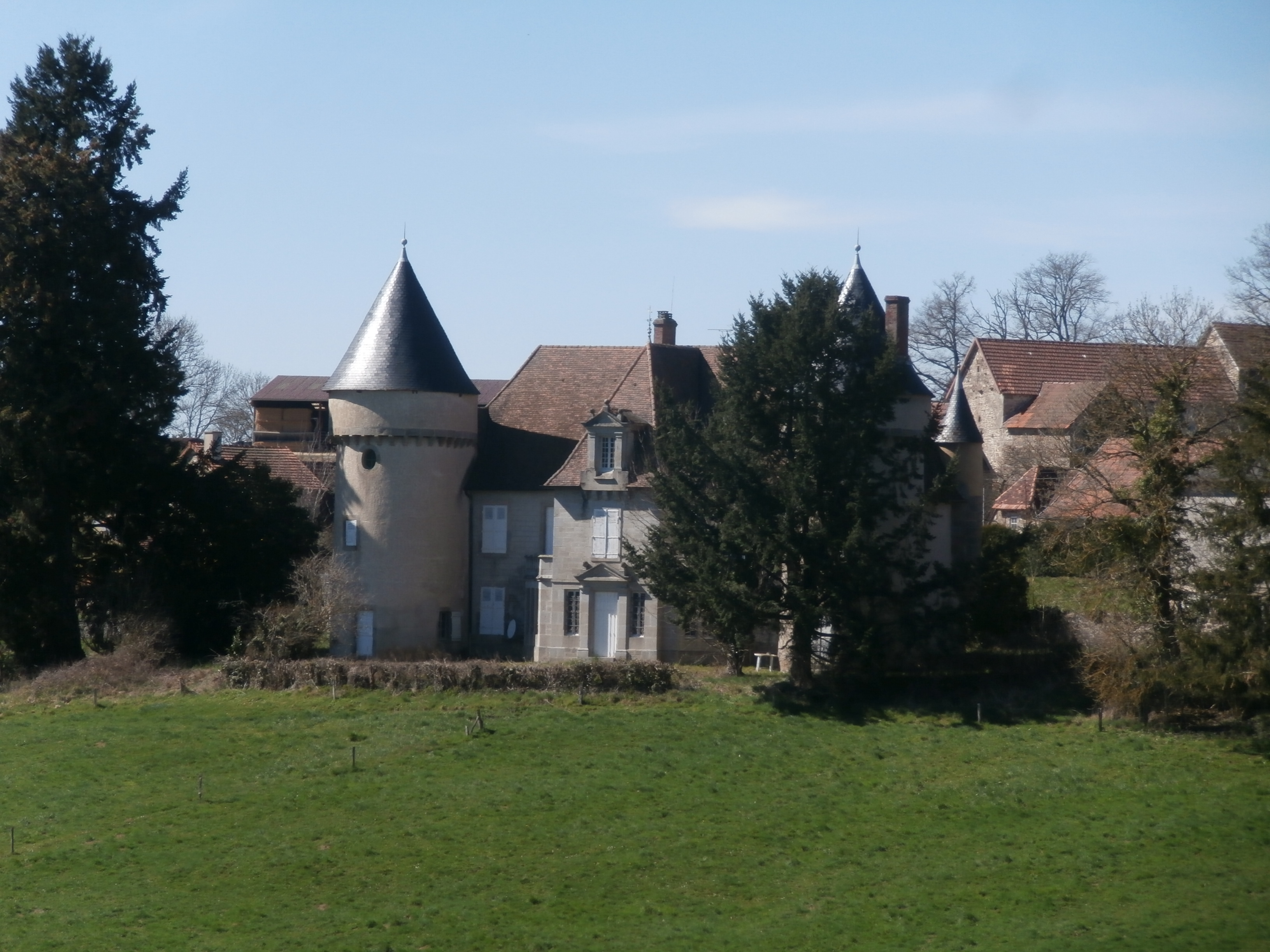
Façade Sud du château (2015)

Le château du Bas-Bouteix est situé au lieu-dit Le Bas-Bouteix, dans la commune de Saint-Frion, dans le département de la Creuse, région Nouvelle-Aquitaine, en France.